# Kivertsi (huyện)
Huyện Kivertsi (tiếng Ukraina: Ківерцівський район, chuyển tự: Kivertsis'kyi raion) là một huyện của tỉnh Volyn thuộc Ukraina. Huyện Kivertsi có diện tích 1414 km², dân số theo điều tra dân số ngày 5 tháng 12 năm 2001 là 66412 người với mật độ 47 người/km2. Trung tâm huyện nằm ở Kivertsi.